# داوید دی میکل
داوید دی میکل (به ایتالیایی: David Di Michele) بازیکن فوتبال و اهل ایتالیا است 

## تیم ملی
از سال ۲۰۰۵ میلادی عضو تیم ملی فوتبال ایتالیا بوده و در ۶ بازی ملی حضور داشته‌است. او در بازی‌های ملی‌اش گلی به ثمر نرساند.